# الوویهار کولونی
الوویهار کولونی (به لاتین: Aluvihare Colony) یک منطقهٔ مسکونی در سری‌لانکا است که در استان مرکزی (سری‌لانکا) واقع شده‌است.